# Liste der Banken in der Ukraine
Dies ist eine Liste der Banken in der Ukraine.

## Zentralbank
- Nationalbank der Ukraine

## Ukrainische Banken
- Privatbank
- Sense Bank
- Oschadbank
- Ukreximbank
- Ukrgasbank
- Erstes ukrainisches International Bank (FUIB)
- Pivdennyi
- Tascombank
- Megabank
- UTB bank of Ukraine (ONLINEBANKING)
- Erste Investitions Bank
- Vostok Bank

## Ausländische Banken
- Raiffeisen Bank Aval – Österreich
- Sberbank – Russland
- VTB – Russland
- BNP Paribas (Ukrsibbank) – Frankreich
- OTP Bank – Ungarn
- Crédit Agricole – Frankreich
- ING Bank – Niederlande
- Citibank – Vereinigte Staaten
- PKO Bank Polski (KredoBank) – Polen
- Intesa Sanpaolo (Pravex Bank) – Italien
- Procredit Bank – Deutschland
- Deutsche Bank – Deutschland
- SEB – Schweden
- Credit Europe Bank – Niederlande/Türkei